# Corrals de Pobellà
Els Corrals de Pobellà són uns corrals de pastoreig del terme municipal de la Torre de Cabdella, a l'antic terme de Mont-ros, al Pallars Jussà.
Estan situats a llevant del poble de Mont-ros i al nord-est del de Pobellà, en un dels contraforts septentrionals del Tossal de Sant Quiri, entre el barranc de la Solana (al sud) i el barranc del Foguer, al nord.
Es tractava d'un conjunt de cinc corrals, actualment en ruïnes.